# Elvira Popescu
Elvira Popescu (del francés: Elvire Popesco) (10 de mayo de 1894 - 11 de diciembre de 1993) fue una actriz y directora teatral, así como intérprete cinematográfica, de nacionalidad francesa y origen rumano.

## Biografía
Nacida en Bucarest, Rumanía, Popescu estudió arte dramático en el Conservatorul de Artă Dramatică bajo la tutela de Constantin Nottara y Aristizza Romanescu, y a los 16 años de edad debutó en el Teatro Nacional de Bucarest. En 1912 se interpretó a sí misma en la película Independenţa României, dirigida por Aristide Demetriade, y en 1919 fue nombrada directora artística del Teatro Excelsior. En 1921 Popescu empezó a trabajar en Teatrul Mic, local que dirigía a la vez que el Excelsior. Como actriz cinematográfica, en 1923 protagonizó el film Ţigăncuşa de la iatac, dirigido por Alfred Halm.
A solicitud de Louis Verneuil, el dramaturgo francés, Popescu se trasladó en 1924 a París. Bajo la dirección de Verneuil interpretó el papel principal de Ma Cousine de Varsovie en el Teatro Michel (1923). También actuó en Tovaritch (1933), La Machine infernale (1954),  Nina (1949), y La Mamma (1957). Posteriormente dirigió el Teatro de París (1956–1965) y el Teatro Marigny (1965–1978). Siguió activa como intérprete teatral hasta el punto de volver a actuar, a los 84 años de edad, en la pieza teatral La Mamma.
Elvira Popescu también fue actriz cinematográfica, interviniendo en filmes como La Présidente (Fernand Rivers, 1938), Tricoche et Cacolet (Pierre Colombier, 1938), Ils étaient neuf célibataires (Sacha Guitry, 1939), Paradis perdu (Abel Gance, 1940), Austerlitz (Abel Gance, 1960), y A pleno sol (René Clément, 1960).
Poco después de su debut en 1910, Popescu se casó con el actor Aurel Athanasescu, con el que tuvo una hija, Tatiana. A los pocos años se divorciaron y ella se casó con Ion Manolescu-Strunga, Ministro de Industria y Comercio (que fallecería en la prisión Sighet en la década de 1950). Su tercer marido fue el Conde Maximilien Sébastien Foy (nacido en París el 17 de abril de 1900 y fallecido en Neuilly-sur-Seine el 11 de noviembre de 1967).
Elvira Popescu falleció en París en 1993, a los 99 años de edad. Fue enterrada en el Cementerio del Père-Lachaise.

## Condecoraciones
- En 1987 Elvira Popescu recibió el Premio Molière en reconocimiento a su trayectoria artística.
- En 1989 el Presidente de la República Francesa François Mitterrand le otorgó la Legión de Honor.

## Filmografía
| - 1923 : Țigăncușa de la iatac, de Alfred Halm - 1930 : L'Étrangère, de Gaston Ravel - 1931 : Ma cousine de Varsovie, de Carmine Gallone - 1932 : Sa meilleure cliente, de Pierre Colombier - 1934 : Une femme chipée, de Pierre Colombier - 1935 : Dora Nelson, de René Guissart - 1936 : Le Roi, de Pierre Colombier - 1936 : L'Homme du jour, de Julien Duvivier - 1936 : L'Amant de madame Vidal, de André Berthomieu - 1937 : La Maison d'en face, de Christian-Jaque - 1937 : L'Habit vert, de Roger Richebé - 1937 : Le Club des aristocrates, de Pierre Colombier - 1937 : À Venise, une nuit, de Christian-Jaque - 1938 : Tricoche et Cacolet, de Pierre Colombier - 1938 : La Présidente, de Fernand Rivers - 1938 : Éducation de prince, de Alexander Esway - 1938 : Eusèbe député, de André Berthomieu | - 1938 : Mon curé chez les riches, de Jean Boyer - 1939 : Le Veau gras, de Serge de Poligny - 1939 : Le Bois sacré, de Léon Mathot y Robert Bibal - 1939 : Derrière la façade, de Georges Lacombe y Yves Mirande - 1939 : L'Héritier des Mondésir, de Albert Valentin - 1939 : Ils étaient neuf célibataires, de Sacha Guitry - 1940 : Paradis perdu, de Abel Gance - 1941 : Parade en sept nuits, de Marc Allégret - 1941 : L'Âge d'or, de Jean de Limur - 1941 : Mademoiselle swing, de Richard Pottier - 1941 : Le Valet maître, de Paul Mesnier - 1942 : Fou d'amour, de Paul Mesnier - 1942 : Frédérica, de Jean Boyer - 1942 : Le Voile bleu, de Jean Stelli - 1959 : A pleno sol, de René Clément - 1959 : Austerlitz, de Abel Gance |

Televisión
- 1967 : Au théâtre ce soir : La Mamma, de André Roussin,Teatro Marigny
- 1968 : Au théâtre ce soir : La Locomotive, de André Roussin Teatro Marigny
- 1971 : Au théâtre ce soir : La Voyante, de André Roussin Teatro Marigny

## Teatro
- 1923 : Ma cousine de Varsovie, de Louis Verneuil, Teatro Michel
- 1924 : Pile ou face, de Louis Verneuil, Teatro Antoine
- 1927 : Tu m'épouseras !, de Louis Verneuil, Teatro de París
- 1928 : L'Amant de madame Vidal, de Louis Verneuil, Teatro de París
- 1929 : Tu m'épouseras !, de Louis Verneuil, Teatro Édouard VII
- 1930 : Le Rendez-vous, de Marcel Achard, escenografía de Lugné-Poe, Teatro Édouard VII
- 1931 : Pile ou face, de Louis Verneuil, Théâtre des Variétés
- 1932 : Une femme ravie, de Louis Verneuil, Teatro de Paris
- 1933 : Tovaritch, de Jacques Deval, escenografía del autor, Teatro de Paris
- 1934 : Pile ou face, de Louis Verneuil, Teatro del Odéon
- 1938 : Un monde fou, de Sacha Guitry, escenografía del autor, Teatro de la Madeleine
- 1940 : Elvire, de Henry Bernstein, Teatro des Ambassadeurs
- 1943 : Feu du ciel, opereta de Jean Tranchant, escenografía de Alfred Pasquali, Teatro Pigalle
- 1948 : Tovaritch, de Jacques Deval, Teatro de la Madeleine
- 1949 : Nina de André Roussin, Théâtre des Bouffes-Parisiens
- 1952 : Le Bonheur des méchants, de Jacques Deval, escenografía del autor, Théâtre des Bouffes-Parisiens
- 1953 : La Machine infernale, de Jean Cocteau, escenografía del autor, Théâtre des Bouffes-Parisiens
- 1955 : Ma cousine de Varsovie, de Louis Verneuil, Teatro de Paris
- 1960 : Tovaritch, de Jacques Deval, escenografía del autor, Teatro de Paris
- 1962 : La Contessa ou la Volupté d'être, de Maurice Druon, escenografía de Jean Le Poulain, Teatro de Paris
- 1963, 1964 : La Voyante, de André Roussin, escenografía de Jacques Mauclair, Teatro de la Madeleine
- 1965 : La Voyante, de André Roussin, escenografía de Jacques Mauclair, Teatro des Célestins
- 1967 : La Locomotive, de André Roussin, escenografía del autor, Teatro Marigny
- 1968 : La Locomotive, de André Roussin, escenografía del autor, Teatro des Célestins
- 1968 : La Dame de Chicago, de Frédéric Dard, escenografía de Jacques Charon, Teatro des Ambassadeurs

- La Mamma, de André Roussin, escenografía del autor :
  - 1957 : Teatro de la Madeleine
  - 1958 : Teatro de la Madeleine
  - 1974 : Teatro Édouard VII